# گرابال
گرابال (به لهستانی:  Grabal) یک روستا در لهستان است که در گمینا شچوتووو واقع شده‌ است . 